# Acantholipes regularis
Acantholipes regularis — вид метеликів родини еребід (Arctiidae).

## Поширення
Вид поширений в Південній Європі, на Близькому Сході, у Середній Азії, у Західному Китаї, Афганістані, Ірані та Саудівській Аравії.

## Спосіб життя
За рік буває два покоління. Дорослі особини літають з квітня по травень і у вересні. Личинки харчуються листям Glycyrrhiza glabra.